# Мухаммед ібн Таляль
Мухаммед ібн Таляль (араб. محمد بن طلال بن نايف الرشيد; нар. 1904 — 1954) — останній емір Джебель-Шаммара у 1921 році. Відомий як Мухаммед III.

## Життєпис
Походив з династії Аль-Рашид. Другий син Таляля ібн Наєфа, онука еміра Таляля. Народився 1904 року. Про молоді роки обмаль відомостей. Після 1915 року номінально призначений намісником Ель-Джауфа. Після вбивства у 1920 році еміра Сауда II старшим братом Мухаммеда — Абдаллахом ібн Таляляем, якого також вбила охорона, зберіг свою посаду.
1921 року з початком облоги військами Саудитів шаммарської столиці Хаїля прорвався до нього з загоном і харчами. Втім наштовхнувся на недовіру з боку нового еміра Абдаллаха ібн Мітаба, що запроторив Мухаммеда до в'язниці. З погіршенням ситуації був звільнений частиною знатті, а після втечі до Саудитів еміра Абдаллаха оголошений новим володарем Джебель-Шаммару.
Намагався організувати оборону, втім не мав достатньої зброї, набоїв, вояків та харчів, незважаючи на те, що залучив на свій бік  плем'я бану-тамім. Зрештою 2 листопада 1921 року Хаїль капітулював. Емірат Джебель-Шаммар припинив своє існування.
Мухаммед став жити в Ер-Ріяді на становищі почесного бранця. Одна з його дочок Ватфа стала дружиною саудівського принца Мусаїда ібн Абд аль-Азіза. 1954 року Мухаммеда ібн Таляля було вбито власним рабом.